# Dubrovniker Sinfonieorchester
Das Dubrovniker Sinfonieorchester (serbokroatisch Dubrovački simfonijski orkestar) ist das Sinfonieorchester der kroatischen Stadt Dubrovnik.

## Geschichte
Das Orchester wurde 1924 von Gymnasiasten unter dem Namen Dubrovački orkestar („Dubrovniker Orchester“) gegründet. 1925 wurde dieses noch semiprofessionelle Orchester in das Dubrovački filharmonijski orkestar („Dubrovniker Philharmonisches Orchester“) überführt. Erster Dirigent war Tadeusz Sygietynski. 1946 wurde das Orchester professionalisiert und in Gradski orkestar Dubrovnik („Stadtorchester Dubrovnik“) umbenannt. Seit 1950 gestaltet es den musikalischen Teil der Sommerspiele Dubrovnik. Unter dem Dirigenten Nikola Debelić ging das Orchester in den 1970er Jahren als Dubrovački festivalski orkestar („Dubrovniker Festival-Orchester“) auf verschiedene Tourneen im Ausland und bereiste die Schweiz, Deutschland, Belgien, die Niederlande, die USA und Kanada. 1992 erhielt es seinen heutigen Namen.
In Dubrovnik spielt das Orchester häufig im Atrium des Rektorenpalastes, aber auch in den Kirchen und auf den offenen Plätzen der Stadt. In seinem Repertoire legt es besonderen Wert auf Dubrovniker und kroatische Komponisten wie Luka Sorkočević, Ivan Mane Jarnović, Boris Papandopulo oder Krsto Odak.

## Dirigenten

### Chefdirigenten
- 1925: Tadeusz Sygietynski
- 1926–1944: Josef Vlach Vruticky
- 1946–1950: Krešimir Kovačević
- 1951–1958: Klaro Maria Mizerit
- 1958–1975: Anton Nanut
- 1972–1979: Nikola Debelić
- 1980–1992: Ivo Dražinić
- 1993–1997: Frano Krasovac
- 1998–2002: Ivo Dražinić
- 2002–2004: Nicholas Milton
- 2005–2013: Zlatan Srzić
- 2018–2022: Marc Tardue
- seit 2020: Ivan Hut

### Ehrendirigenten
- Uroš Lajovic
- Pavle Dešpalj (1952–2021)

## Diskografie
- Dubrovački Kantuni. Werke von Đelo Jusić, Luka Sorkočević und den Beatles (Croatia Records, 1993)
- Autorska Večer Krešimira Magdića. Werke von Boris Papandopulo und Mario Nardelli (Radio Dubrovnik, 2006)
- Ako sada spavaš. Projekt mit der Musikgruppe Klapa Subrenum (Croatia Records, 2011)
- Glazbeni Dvor Maestra Iva Dražinića. Werke von Ivan Mane Jarnović, Robert Schumann, Boris Papandopulo, Tomaso Albinoni und Wolfgang Amadeus Mozart (Croatia Records, 2015)
- 100 Godina – 100 Years. Werke von Krsto Odak, Boris Papandopulo und Pavle Dešpalj (Croatia Records, 2024)